# كريستوفر والر
كريستوفر جيه والر (ولد سنة 1959) وهو سياسي جمهوري واقتصادي أمريكي وعضو في مجلس محافظي الاحتياطي الفيدرالي منذ عام 2020. رشحه الرئيس آنذاك دونالد ترامب للمنصب، وأكده مجلس الشيوخ في ديسمبر 2020، ليتولى منصبه حتى يناير 2030.